# La calle de las Camelias
La calle de las Camelias (título original en catalán El carrer de les Camèlies) es una novela de Mercè Rodoreda galardonada con el Premio Sant Jordi de 1966 y publicada el mismo año, cuatro años después del éxito que supuso para la autora La plaza del diamante.

## Argumento
La calle de las Camelias es una novela iniciática, de construcción de personaje. Narra la vida de Cecilia desde la infancia hasta la madurez. Cecilia, es una niña abandonada, criada por unos padres adoptivos que la acogen en su casa cuando la encuentran en la calle. Este abandono hace que la niña se sienta extraña, perdida y marginada en medio de la familia que la acoge y busque continuamente su lugar en el mundo. Basará su investigación en las relaciones amorosas y sexuales y los hombres que irá conociendo. Se moverá, sobre todo, en ambientes marginales de miseria y prostitución. Un viaje por la vida a través de continuas relaciones intensas, dolorosas y crueles que le permitirán, al final y después de muchos sufrimientos, ser una mujer completa, madura e independiente.
La novela trata básicamente el proceso angustioso que vive la protagonista, llena de soledad y tristeza, hasta alcanzar la madurez emocional que le permite sobrevivir en el mundo y dejar de ser dependiente de los demás, básicamente de los hombres. La protagonista, sin embargo, necesita probar y alcanzar la desesperación, crueldad y dependencia máxima para poder reaccionar en el mundo y empezar a decidir sobre su propia vida.

## Estilo
La novela está escrita en primera persona por una narradora que, a su vez, es la protagonista. Esto significa que, a veces, la narradora no lo sabe todo porque no conoce el pensamiento de los demás y hace que el lector se sienta muy identificado con la protagonista y su sufrimiento porque nos explica personalmente su impresión de la realidad sin ninguna interferencia externa que la delimite. Esta impresión de vida contada, (escritura hablada) gana proximidad y verosimilitud gracias al estilo coloquial que utiliza siempre Rodoreda en este tipo de novelas.